# Раббани, Мохаммад
Мулла Мохаммад Раббани (пушту محمد رباني‎; 1955 или 1956, Пашмол, Королевство Афганистан — 21 апреля  2001, Равалпинди, Пакистан) — афганский полевой командир, один из главных основателей и лидеров движения «Талибан». Он был вторым человеком в иерархии «Талибана» после Мухаммеда Омара.

## Биография
Когда Советский Союз ушёл из Афганистана в 1989, Раббани вместе с силами «Талибана» победил партизан и вошёл в Кабул.
Он служил премьер-министром Афганистана и главой консультативного совета. Ходили слухи, будто были разногласия между ним и Омаром. В то время Раббани и правящий совет составляли общественное лицо Афганистана, самые важные решения принимались Муллой Омаром, который проживал в Кандагаре, на юге Афганистана.
Раббани умер в возрасте 45 лет в военной больнице в Равалпинди (Пакистан) от рака печени. Согласно пресс-релизу от афганского Посольства в Исламабаде:
Мулла Мохаммад Раббани был одним из главных основателей Движения («Талибан»), очень поспособствовал миру и безопасности в нашей стране. Его служение Исламу, Афганистану и афганской нации невозможно переоценить. Его смерть — непоправимая потеря.
Тело Раббани было перевезено в южный афганский город Кандагар самолётом ООН, разрешение было получено на гуманитарных основаниях, несмотря на воздушное эмбарго против правительства Афганистана — движения «Талибан».
По своим взглядам он был умеренным членом Движения, оппозиция Движения боялась, что противники компромисса внутри «Талибана» усилят свою власть после смерти Раббани.